# ياكوب لاورسن
ياكوب لاورسن (بالدنماركية: Jacob Laursen)‏ (مواليد 6 أكتوبر 1971) هو لاعب كرة قدم. يلعب مع منتخب الدنمارك لكرة القدم. سبق له أن لعب في كأس العالم لكرة القدم مع منتخب بلاده.

## مسيرته الكروية
لعب ياكوب لاورسن خلال مسيرته الاحترافية مع 8 أندية في ثمانية عشر موسمًا وسجل خلالها 17 هدفًا ضمن 423 مباراة. ولم يفز بأي موسم بالكأس وفاز في موسمين بالدوري.
خاض ياكوب لاورسن مسيرته مع نادي فايله في عامي 1990-1992 في المرة الأولى ولمدة موسمين ثم في موسم 2003–04 لمدة موسم واحد، مشاركًا طوالها في 66 مباراة سجل خلالها هدفين. ثم انتقل إلى نادي سيلكيبورج في موسم 1992–93 ليلعب معه أربعة مواسم، حيث شارك في 125 مباراة سجل خلالها 8 أهداف. لينتقل بعدها إلى نادي ديربي كاونتي في موسم 1996–97 ليلعب معه أربعة مواسم، مشاركًا في 137 مباراة سجل خلالها 3 أهداف. ثم انتقل إلى نادي كوبنهاغن في موسم 2000–01 ولمدة موسمين، مشاركًا في 45 مباراة سجل خلالها 3 أهداف أيضًا. هذا وانتقل لاحقًا إلى نادي آرهوس جمناستيك فورينينغ في موسم 2001–02 لمدة موسم واحد، مشاركًا في 5 مباريات ولم يسجل أي هدف. ثم انتقل بعدها إلى نادي رابيد فيينا في موسم 2002–03 لمدة موسم واحد، مشاركًا في 8 مباريات ولم يسجل أي هدف أيضًا. ليعود وينتقل من جديد، لكن هذه المرة إلى FC Fredericia ‏ في موسم 2004–05 ولمدة موسمين، مشاركًا في 27 مباراة سجل خلالها هدفًا واحدًا.

## روابط خارجية
- ياكوب لاورسن على موقع الاتحاد الدولي (مؤرشف)  (الإنجليزية)
- ياكوب لاورسن على موقع قاعدة بيانات كرة القدم.إي يو (الإنجليزية)
- ياكوب لاورسن على موقع ناشيونال فوتبول تيمز (الإنجليزية)
- ياكوب لاورسن على موقع Soccerbase.com (لاعب) (الإنجليزية)
- ياكوب لاورسن على موقع Soccerway.com (الإنجليزية)
- ياكوب لاورسن على موقع عالم كرة القدم.نت (الإنجليزية)
- ياكوب لاورسن على موقع أوليمبيديا (الإنجليزية)